# Munford (Alabama)
Munford è un comune (town) degli Stati Uniti d'America situato nella contea di Talladega dello Stato dell'Alabama.
Lo status di town è stato riconosciuto il 1º settembre 2002. In precedenza Munford era un census-designated place avente confini un po' più ampi, tanto è vero che il censimento del 2000 gli attribuiva 2 446 abitanti.